# マネキグサ
マネキグサ（招草、学名：Loxocalyx ambiguus (Makino) Makino）は、シソ科マネキグサ属の多年草。別名はヤマキセワタ。オドリコソウ属に分類されることもある。

## 分布
日本の固有種。本州（千葉県以西）、四国、九州に分布し、山地の木陰に生育する。

## 特徴
茎の断面は四角で、高さが40-70 cm。地下茎は細い。葉はまばらに対生し、下部の葉は心形、中央部の葉は三角状広卵形またはやや円形、上部の葉は卵形、長さ3-7 cm、幅2-6.5 cmで粗くて大きな鋸葉がある。花期は8-9月、葉腋に1-3個の花を付ける。花の長さは1.8-2 cm、暗紅紫色で縁は白い、花冠の下唇は3裂する。和名は花を招き猫の手に見立てたことに由来する。

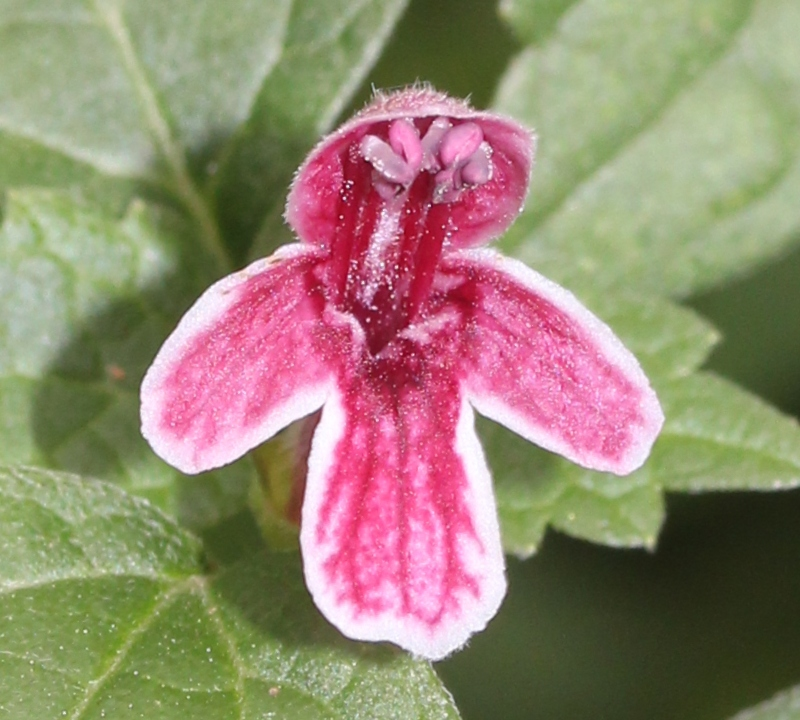
花の細部
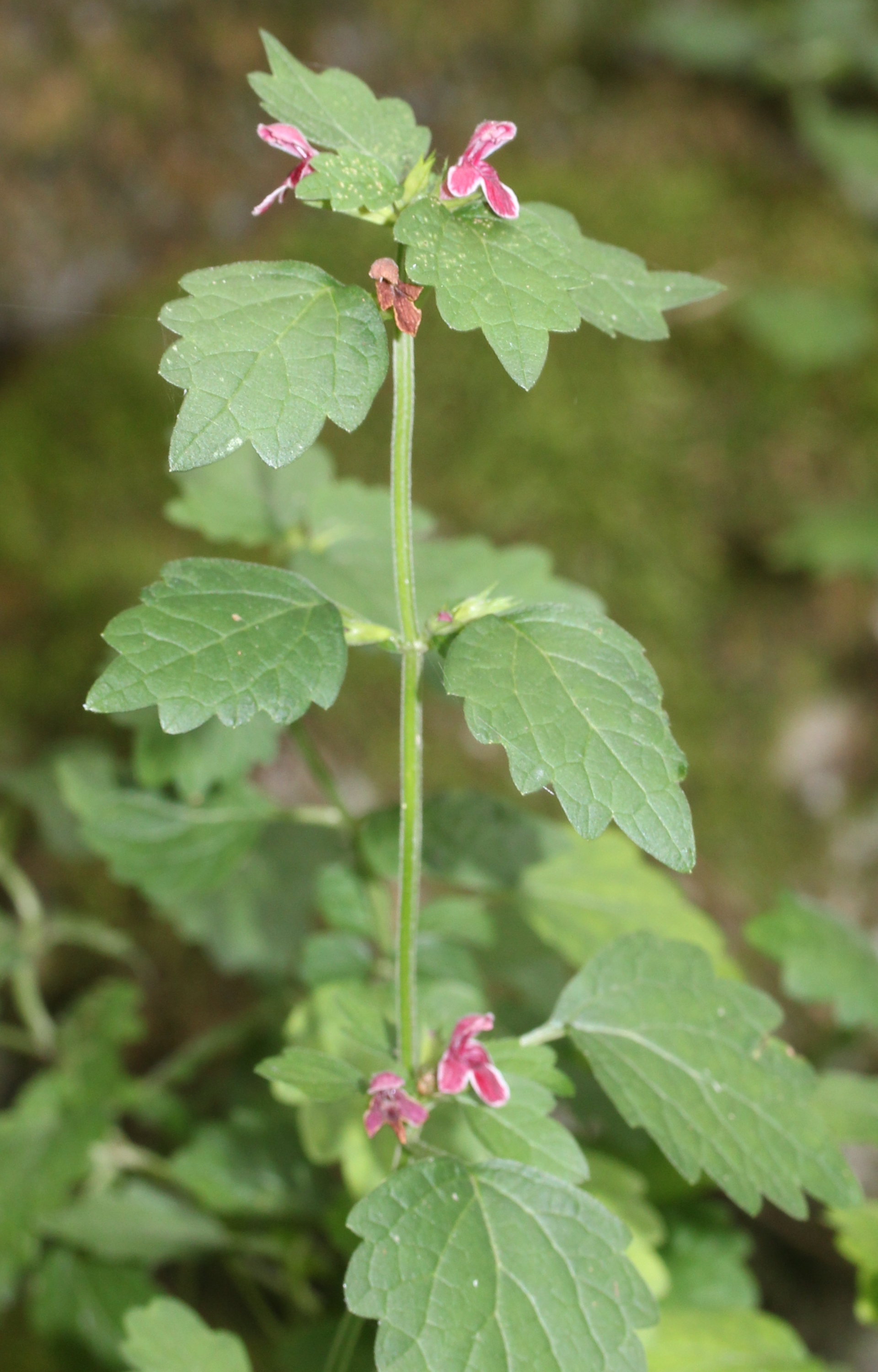
茎は四角で葉がまばらに対生する

## 種の保全状況評価
日本では環境省により、レッドリストの準絶滅危惧（NT）の指定を受けている。森林の伐採、林道工事、ダム建設、自然遷移、園芸目的の採集などにより、減少傾向にある。
準絶滅危惧（NT）（環境省レッドリスト）
また以下の都道府県で、レッドリストの指定を受けている。北九州国定公園などの指定植物であり、採集は禁止されている。
- 絶滅危惧IA類（CR）- 山口県[16]
- 絶滅危惧I類（CRまたはEN） - 栃木県[12]、石川県[13]、徳島県[17]、香川県[8]
- 準絶滅危惧（NT） - 群馬県
- 絶滅危惧IB類（EN）- 埼玉県[18]、神奈川県[19]
  - 重要保護生物（B) - 千葉県[注釈 2][3]
- 絶滅危惧II類（VU） - 長野県、岐阜県[9]、和歌山県、愛媛県[10][注釈 3][20]、高知県、福岡県[15]
- 準絶滅危惧（NT） - 静岡県、三重県[21]、岡山県[11]、広島県
  - 希少種 - 滋賀県、奈良県[注釈 4]
- 情報不足（DD） - 大分県[22]

## マネキグサ属
マネキグサ属（学名：Loxocalyx ）はシソ科の一属。以下の種が含まれている。日本には本種のみを産する。
- Loxocalyx ambiguus (Makino) Makino - マネキグサ
  - Loxocalyx ambiguus (Makino) Makino var. laciniatus H.Hara　- キレハマネキグサ[注釈 5]
- Loxocalyx quinquenervius Hand.-Mazz.
- Loxocalyx urticifolius Hemsl.

ただし、この種は長くオドリコソウ属に所属させられてきた。その場合の学名は以下の通り。
- Lamium ambiguum (Makino) Ohwi